# Avenida Vélez Sársfield (Buenos Aires)
La avenida Vélez Sársfield es una importante arteria vial del sur de la Ciudad de Buenos Aires, Argentina.

## Recorrido
La avenida nace a partir de la Avenida Caseros, siendo una continuación de la Avenida Entre Ríos.
Transcurre en dirección sur, sirviendo de límite entre los barrios de Parque Patricios y Barracas a lo largo de cuatro cuadras, entre su iniciación y la Avenida Amancio Alcorta. En estas cuadras se encuentra el Hospital Muñiz.
Al cruzar la Avenida Amancio Alcorta se adentra completamente en el barrio de Barracas, pasando en cercanías de la Estación Buenos Aires del Ferrocarril Belgrano Sur, y las vías del Ferrocarril Roca que llevan a la Estación Sola.
Antes de cortar la Avenida Iriarte, transcurre por medio del Parque Leonardo Pereyra.
Termina en el Puente Victorino de la Plaza, cruzando el Riachuelo y siguiendo en la ciudad de Avellaneda con el nombre de Francisco Pienovi.

## Toponimia
Recibe el nombre de Dalmacio Vélez Sarsfield, quiera fuera un político argentino y redactor original del Código Civil.
- Datos: Q2918207